# Ткаченко Ольга Миколаївна
Ольга Миколаївна Ткаченко (нар., Мюнхен, ФРН) — українська громадська діячка діаспори, перша іноземна громадянка, нагороджена Орденом княгині Ольги III ступеня (21 серпня 1997 р.) за непересічну діяльність та неоціненну допомогу українській громаді

 

.